# Pimpinela
|  | No s'ha de confondre amb Pimpinella. |

Pimpinela és un duo argentí de música balada i pop, sorgit l'any 1981. Està format pels germans María Graciela (23 de maig de 1961), de nom artístic Lucía Galán i Joaquín Galán (21 de juliol de 1955).
El duet ha publicat 22 àlbums pels quals han rebut 85 discs d'or, platí i diamants. El 2001, havien venut 18 milions de registres i el 2012 (11 anys després), van superar els 25 milions de còpies en tot el món. Canten també cançons en anglès, italià i portuguès. Han guanyat nombrosos premis nacionals i internacionals, la seva música arriba a Amèrica del Sud, Europa, Estats Units, Canadà i Marroc.